# 杰克·丹尼尔斯
杰克·丹尼尔斯（英語：Jake Daniels，2005年1月8日—） 是一名英格蘭足球員，場上司職前鋒，現時效力英冠球會黑池。

## 球會生涯
丹尼尔斯是黑池的青訓球員，他自7歲便加入球會，自2021年便在球隊U18踢球，並當選為2020/21球季黑池U18最佳球員，在該青年隊賽季打進30球。2022年，他與球會簽下首份職業合約並在3月26日外借至英格蘭北部超級聯賽球會班伯布里奇至季末。他首次在職業聯賽上場是5月7日黑池對彼得伯勒联，球隊以5-0大勝。

## 個人生活
2022年5月，丹尼尔斯出櫃，成為英國唯一一個公開出櫃的男足球員，及自1990年贾斯廷·法沙努出櫃後的第一個。他指澳大利亞足球運動員喬許·卡瓦洛，塞特福德鎮主教練马特·莫顿（Matt Morton）和跳水運動員湯姆·戴利的經驗有助他公開出櫃。他的行為獲得英國首相鲍里斯·约翰逊、英足總主席威爾斯親王威廉和英格蘭隊長哈里·凱恩的讚賞。

## 外部連結
- Soccerway資料庫：杰克·丹尼尔斯